# Conrado San Martín
Conrado San Martín Prieto (auch Conrado Sanmartin, Corrado Sammartin und andere ähnliche Schreibungen, * 20. Februar 1921 in Higuero de las Dueñas, Provinz Ávila; † 24. April 2019) war ein spanischer Schauspieler.

## Leben
San Martíns Filmkarriere – vorher trat er als Amateurboxer in Erscheinung – begann mit dem 1941 entstandenen Oro vil, einer Westernparodie. Im gerade begonnenen Jahrzehnt war er neben seinen Filmrollen auf der Bühne als Mitglied der „Sociedad de Cayetano Luca“ zu sehen. 1950 feierte er mit seiner Rolle in Apartado de correos 1001 seinen endgültigen Durchbruch, was zu zahlreichen seiner über 120 Auftritte als Hauptdarsteller in den 1950er Jahren führte. In den folgenden Jahren verminderte sich die Größe seiner Rollen immer mehr, auch nachdem er mit seiner Produktionsfirma „Laureus Film“ gescheitert war.
Ende der 1960er Jahre zog er sich für einige Zeit von der Schauspielerei zurück und kehrte 1976 wieder; von da an kombinierte er Film- und Fernsehauftritte mit Bühnenrollen.
1997 wurde San Martín mit dem Fotogramas de Plata für sein Lebenswerk ausgezeichnet; 2003 erhielt er eine solche Auszeichnung vom Verband der spanischen Kinoautoren.

## Filmografie (Auswahl)
- 1941: Oro vil
- 1959: Die Legionen des Cäsaren (Le legioni di Cleopatra)
- 1961: Aufstand der Söldner (La rivolta dei mercenari)
- 1961: Der Koloß von Rhodos (Il colosso di Rodi)
- 1961: König der Könige (King of kings)
- 1961: Schreie durch die Nacht (Gritos en la noche)
- 1963: Cesare Borgia (Il duca nero)
- 1964: Der Rächer von Venedig (IL ponte dei sospiri)
- 1964: Die Stunde der harten Männer (Ercole, Sansone, Maciste e Ursus gli invincibili)
- 1965: Pistoleros (All'ombra di una colt)
- 1965: Der Spion, der in die Hölle ging (Corrida pour un espion)
- 1966: Atom-Alarm Planquadrat goldene 7 (Técnica de un espia)
- 1967: 100.000 verdammte Dollar (Voltati… ti uccido)
- 1967: Der lange Tag der Rache (I lunghi giorni della vendetta)
- 1968: Spiel mir das Lied vom Tod (C’era una volta il West)
- 1969: Simon Bolivar (Simón Bolivar)
- 1983: Conquest
- 1984: Al Este del Oeste
- 1988: Axolution – Tödliche Begegnung (Al filo del hacha)